# خانه قالیچی
خانه قالیچی مربوط به اواخر دوره قاجار است و در تبریز، میدان شهدا، کوچه حاج شیخ واقع شده و این اثر در تاریخ ۱۶ اسفند ۱۳۸۴ با شمارهٔ ثبت ۱۴۷۹۵ به‌عنوان یکی از آثار ملی ایران به ثبت رسیده است.